# Rudnik nad Sanem
Rudnik nad Sanem (do końca 1997 Rudnik) – miasto w województwie podkarpackim, w powiecie niżańskim, siedziba gminy miejsko-wiejskiej Rudnik nad Sanem, położone u ujścia rzeki Rudnia do Sanu.
Miejscowość jest siedzibą rzymskokatolickich parafii Trójcy Przenajświętszej oraz Najświętszej Maryi Panny Matki Kościoła należących do dekanatu Rudnik nad Sanem w diecezji sandomierskiej.

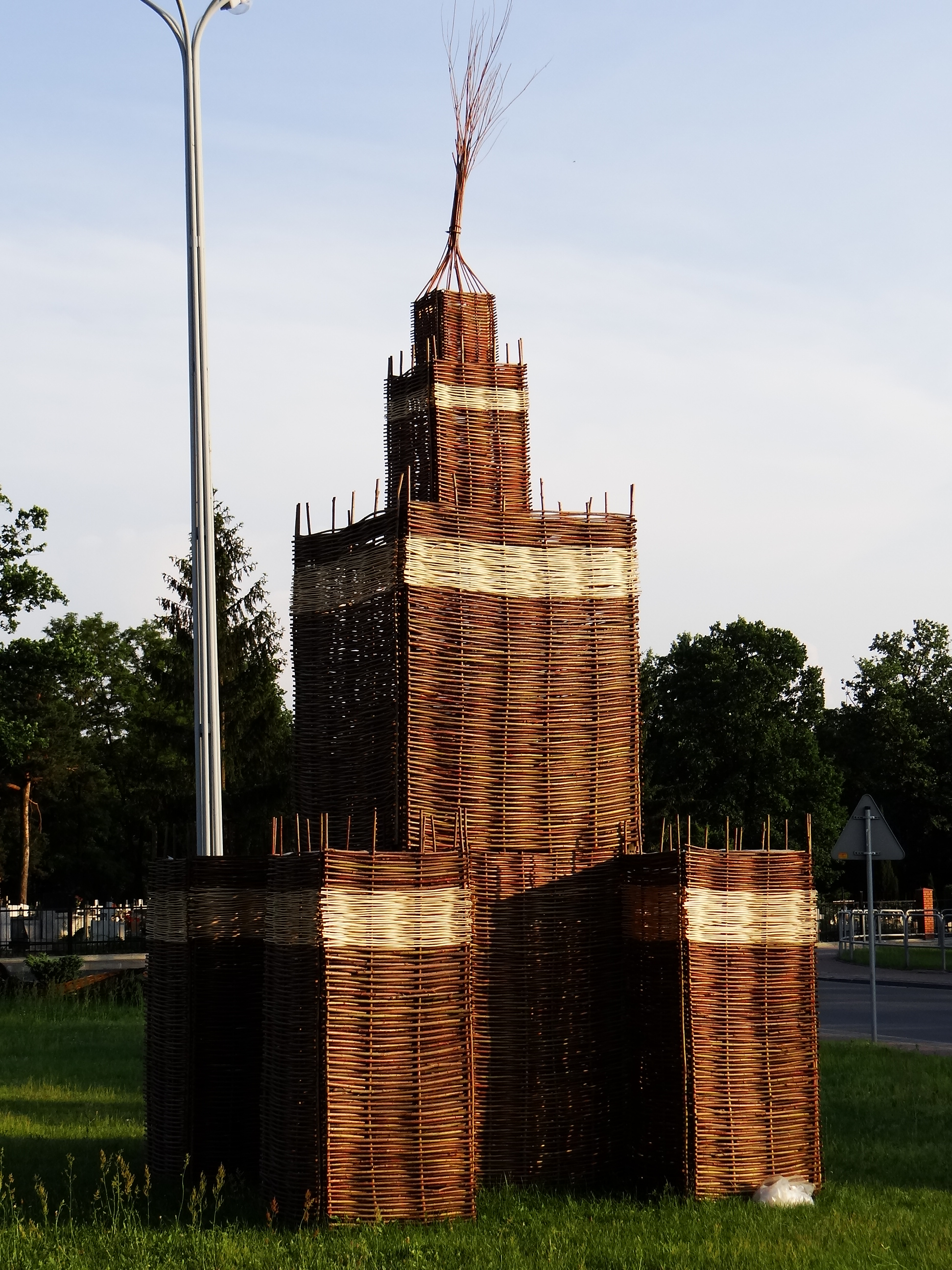
Rzeźba z wikliny Pałac Kultury i Nauki

Rudnik nad Sanem jest ośrodkiem wikliniarstwa w Polsce.
Miasto jest lokalnym ośrodkiem usługowym. Funkcjonuje w nim różnorodny przemysł: wyroby wiklinowe i drewniane, chemiczny, konstrukcje stalowe.
Przez miasto przebiega droga krajowa nr 77 oraz linia kolejowa nr 68 łącząca Lublin z Przeworskiem ze stacją Rudnik.
Według danych GUS z 1 stycznia 2024 r. Rudnik nad Sanem liczył 6375 mieszkańców, będąc 24. najludniejszym miastem w województwie.

## Położenie
Według danych z 1 stycznia 2011 r. powierzchnia miasta wynosiła 36,60 km².
W latach 1975–1998 miasto administracyjnie należało do województwa tarnobrzeskiego.
Rudnik nad Sanem leży w dawnej ziemi sandomierskiej historycznej Małopolski, położony był w województwie sandomierskim.
1 stycznia 1992 z Rudnika wyłączono Kępę Rudnicką, włączają ją do Bielińca w gminie Ulanów.

## Historia

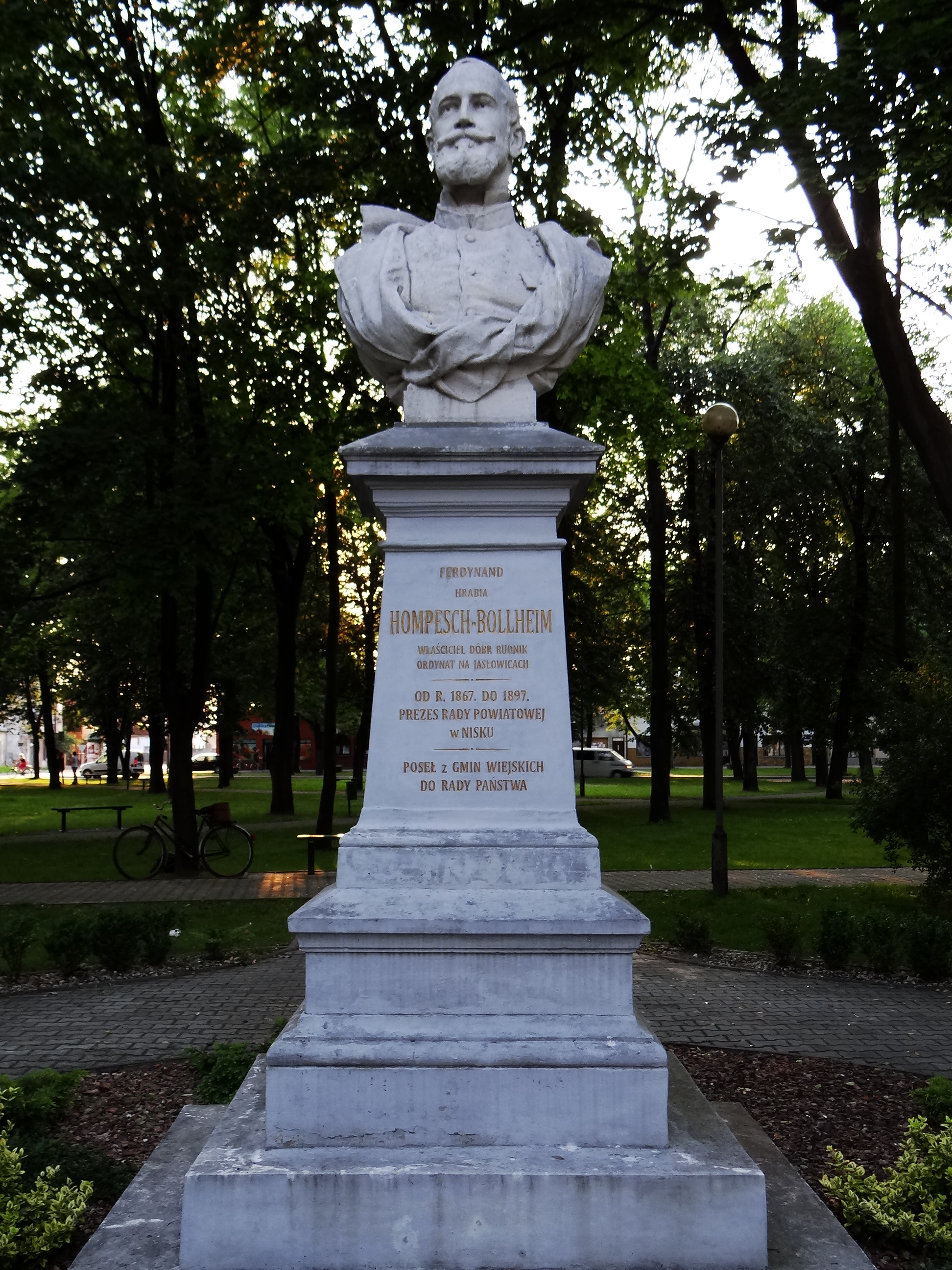
Pomnik Ferdynanda Hompescha

Rudnik otrzymał prawa miejskie w 1552 roku. Pod koniec XVI wieku w mieście znajdowały się karczma, dwa młyny, spichlerze usytuowane nad Sanem. W I połowie XVII wieku w mieście powstały cechy: szewski, piekarski i flisacki. Kres rozwoju miasta przyniosły wojny w II połowie XVII wieku. Henryk Sienkiewicz w swoim „Potopie” opisuje bohaterskiego rudniczanina o imieniu Michałko i potyczkę zaskoczonej straży przybocznej króla szwedzkiego Karola X Gustawa z oddziałem kasztelana Stefana Czarnieckiego, która rzeczywiście miała miejsce. W początkach XIX wieku w Rudniku istniały: tartak, garbarnia, karczmy, gorzelnia i dwa spichlerze. Pod koniec XIX wieku ludność miasta zajmowała się rolnictwem, koszykarstwem, rzemiosłem i drobnym handlem. W 1871 roku w Rudniku została założona poczta, a w 1876 roku – Ochotnicza Straż Pożarna. W 1890 wybudowano tartak parowy. W 1900 wybudowano linię kolejową, która wywarła duży wpływ na rozwój miasta.
Podczas I wojny światowej została tu rozegrana bitwa pod Rudnikiem, w wyniku której zabudowa miasta została zniszczona w 75%, a na skwerach, placach i w zbiorowych mogiłach zostało pochowanych 20–30 tys. żołnierzy obu walczących stron. W czasie II wojny światowej, gdy lwowskie oddziały Zgrupowania Zachodniego pod dowództwem kpt. Witolda Szredzkiego „Sulimy” po wykonaniu zadań bojowych planu „Burza”, ruszyły na pomoc powstańczej Warszawie, część tych oddziałów została otoczona, rozbrojona, a oficerowie zostali aresztowani przez oddziały sowieckie. Jednym z tych oddziałów była 6 kompania 26 pp AK, dowodzona przez kpt. Stefana Zakrzewskiego (prawdziwe nazwisko: Zenon Kubski) ps. „Lech”, która została zatrzymana w Rudniku 18 sierpnia 1944.

## Urodzeni w Rudniku nad Sanem
- Jerzy Ochmański (1933–1996) – historyk, profesor nauk humanistycznych
- Czesław Wala (1936–2020) – ksiądz, działacz społeczny, budowniczy Sanktuarium Maryjnego w Kałkowie
- Kazimierz Gęba (ur. 1933) – matematyk, profesor Uniwersytetu Gdańskiego
- Lidia Bogaczówna (ur. 1957) – polska aktorka teatralna i filmowa

## Demografia
1 stycznia 2022 r. miasto miało 6513 mieszkańców.

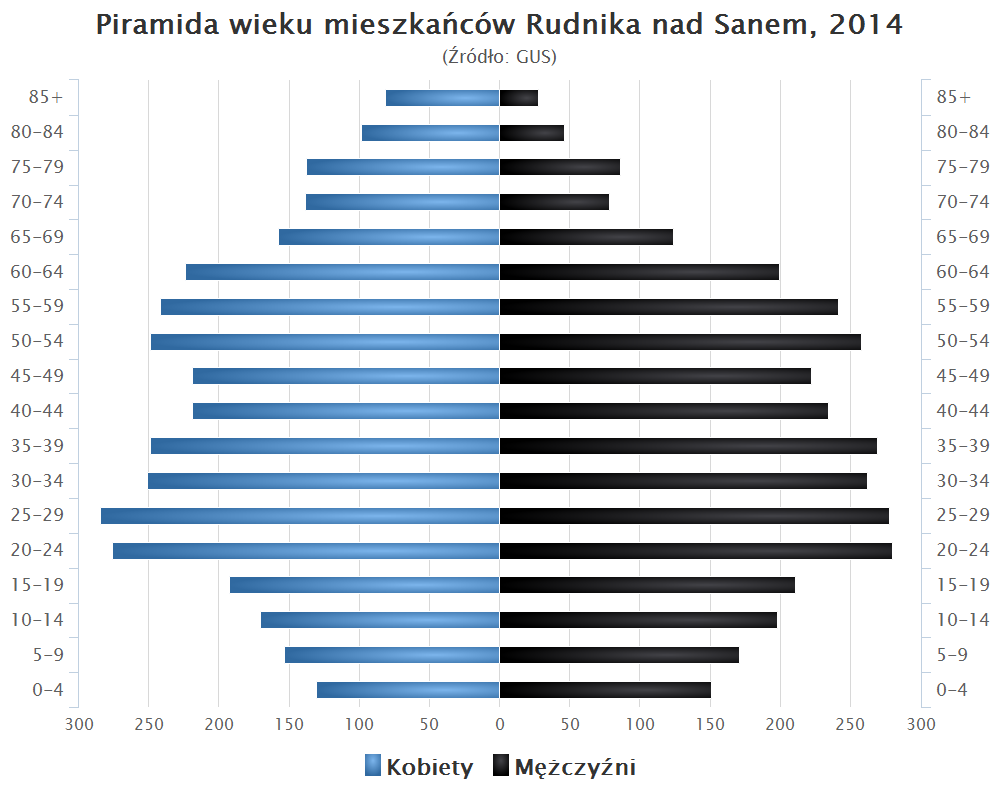
Piramida wieku mieszkańców Rudnika nad Sanem w 2014 roku

## Zabytki
- budynek młyna i elektrowni (obecnie kaszarnia) z 1920 r.
- budynek dawnego leśnictwa z końca XVIII wieku
- cmentarz wojenny z I wojny światowej
- kościół parafialny św. Trójcy z lat 1927–1928 według projektu Jana Bagieńskiego[11][12]
- barokowa figura św. Jana Nepomucena
- zespół pałacowy Tarnowskich
- budynek szkoły ludowej z 1890 r., obecnie Centrum Wikliniarstwa

## Expo 2005
Podczas wystawy światowej Expo 2005 rudniccy rzemieślnicy zostali rozsławieni w świecie wykonaniem wiklinowej elewacji polskiego pawilonu.

## Współpraca międzynarodowa
Miasta i gminy partnerskie:
 Gelnica (Słowacja)

## Galeria

Rudnik nad Sanem
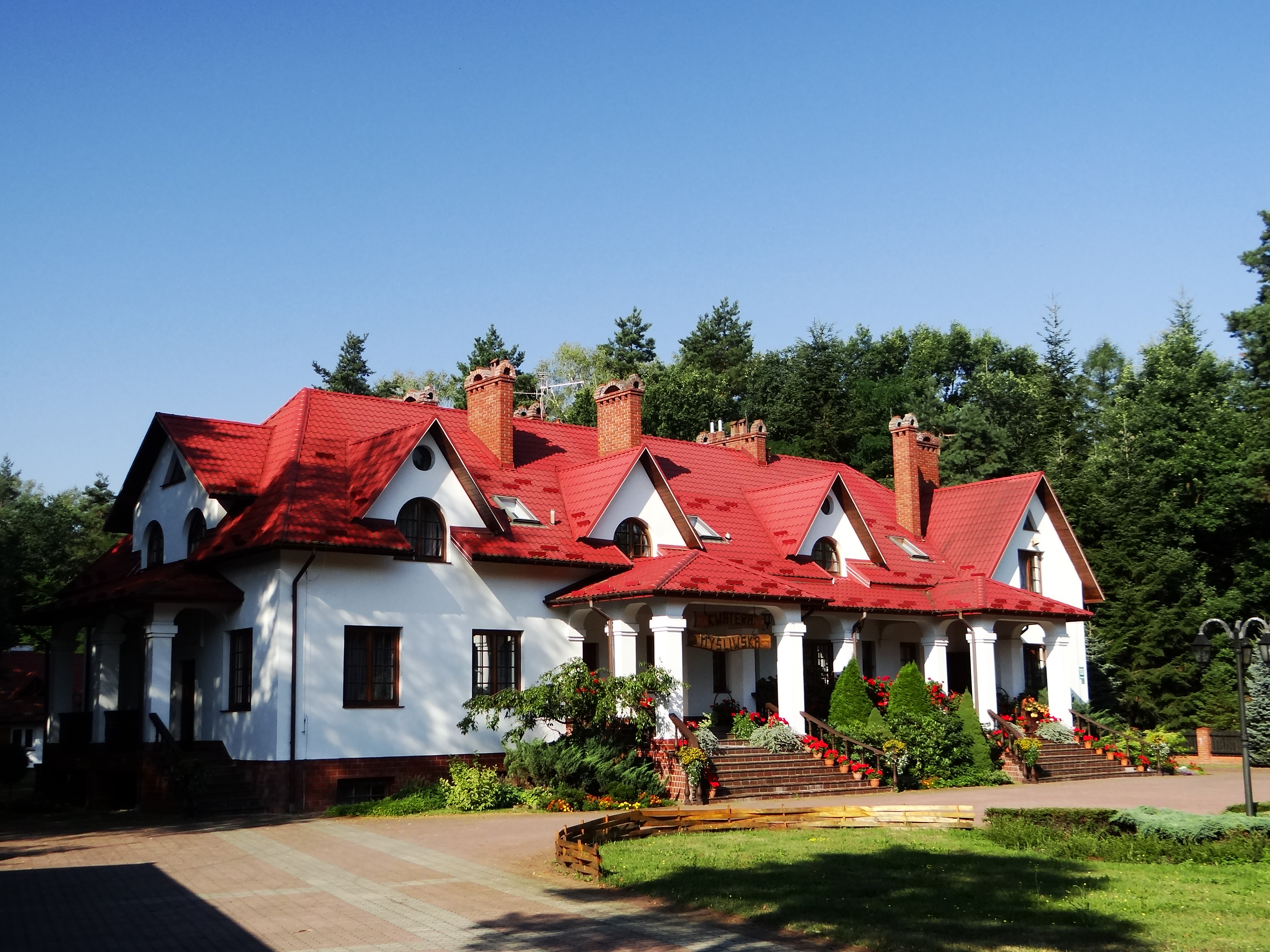
Kwateria myśliwska
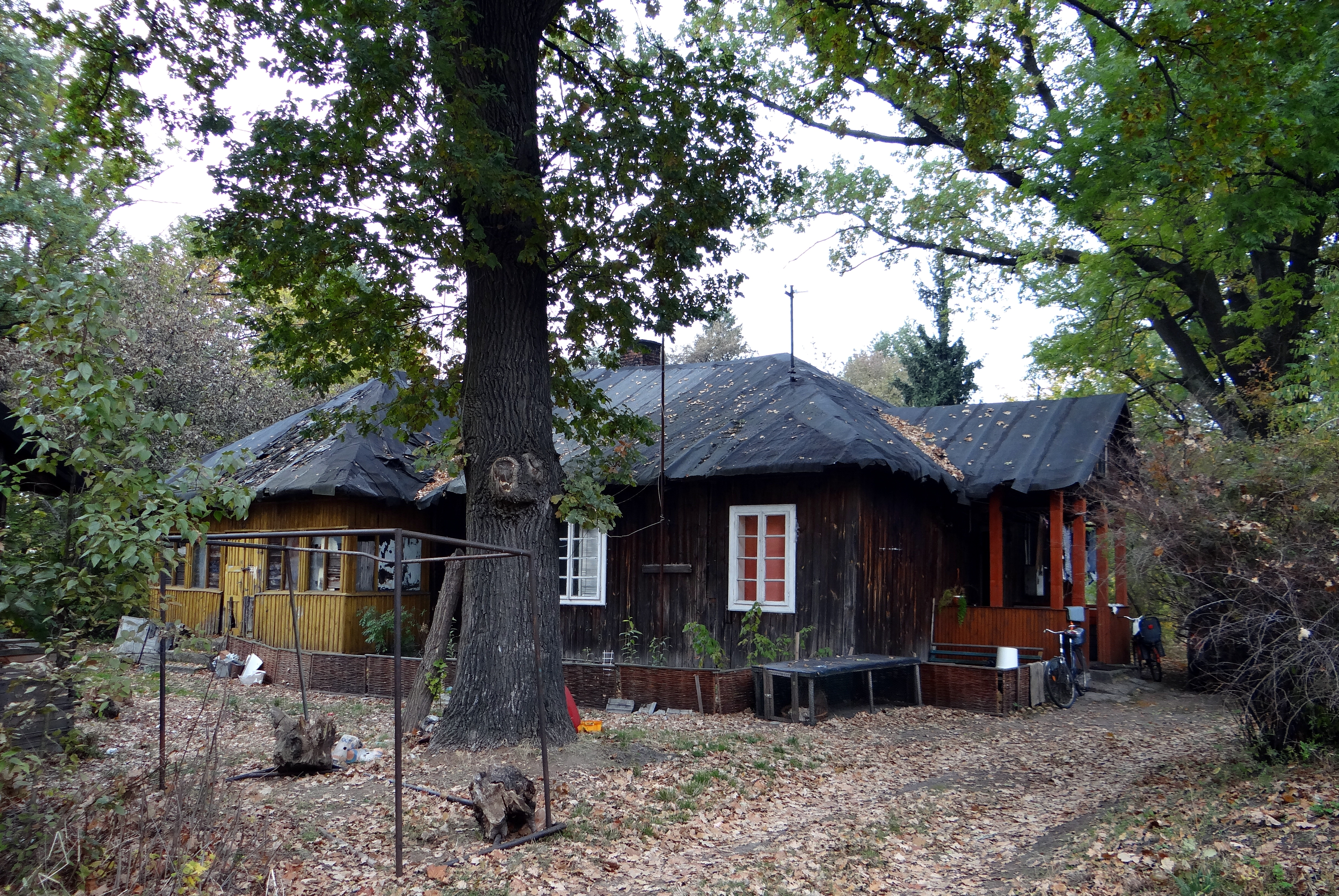
Stara leśniczówka
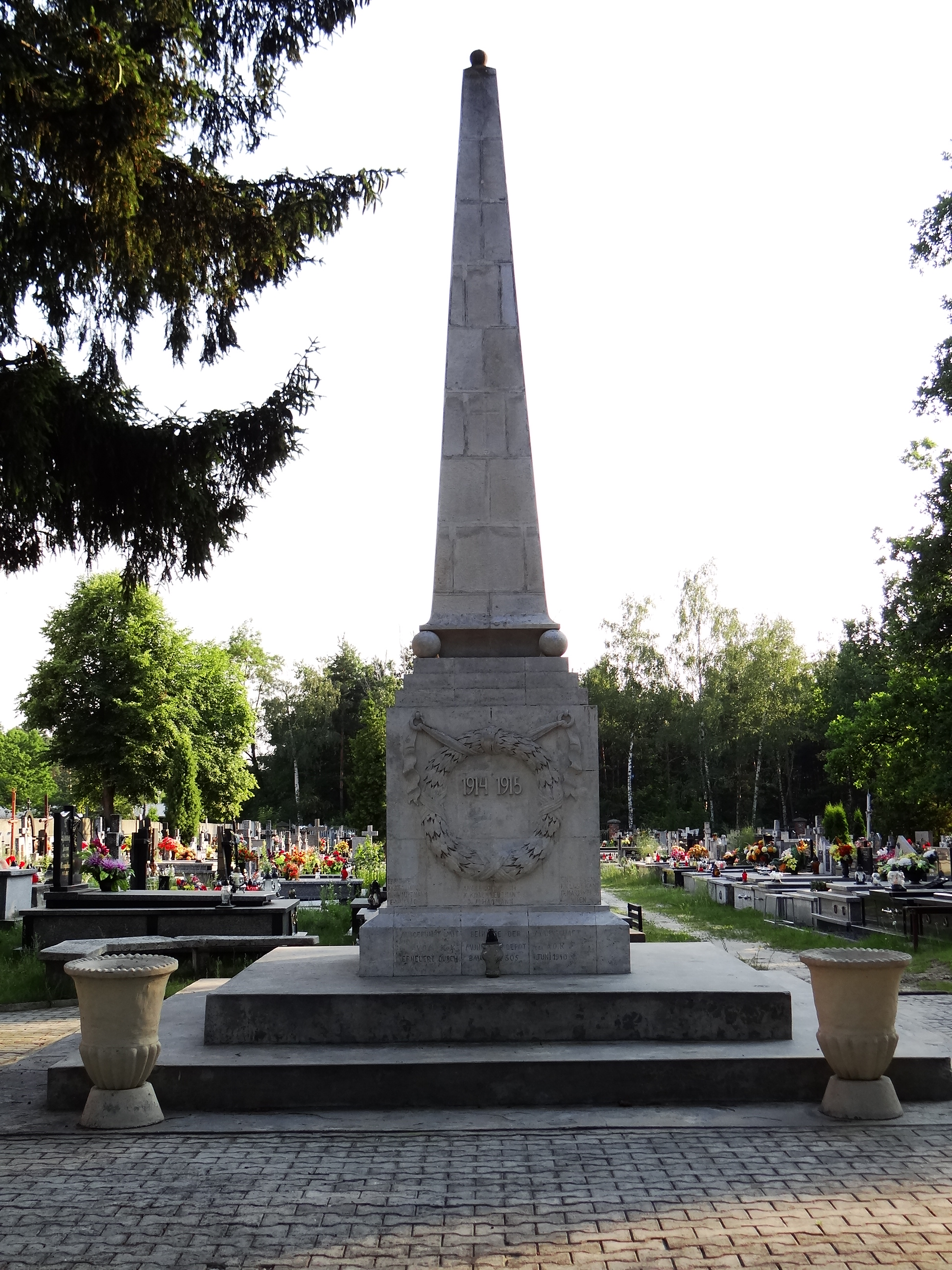
Cmentarz I WŚ – pomnik
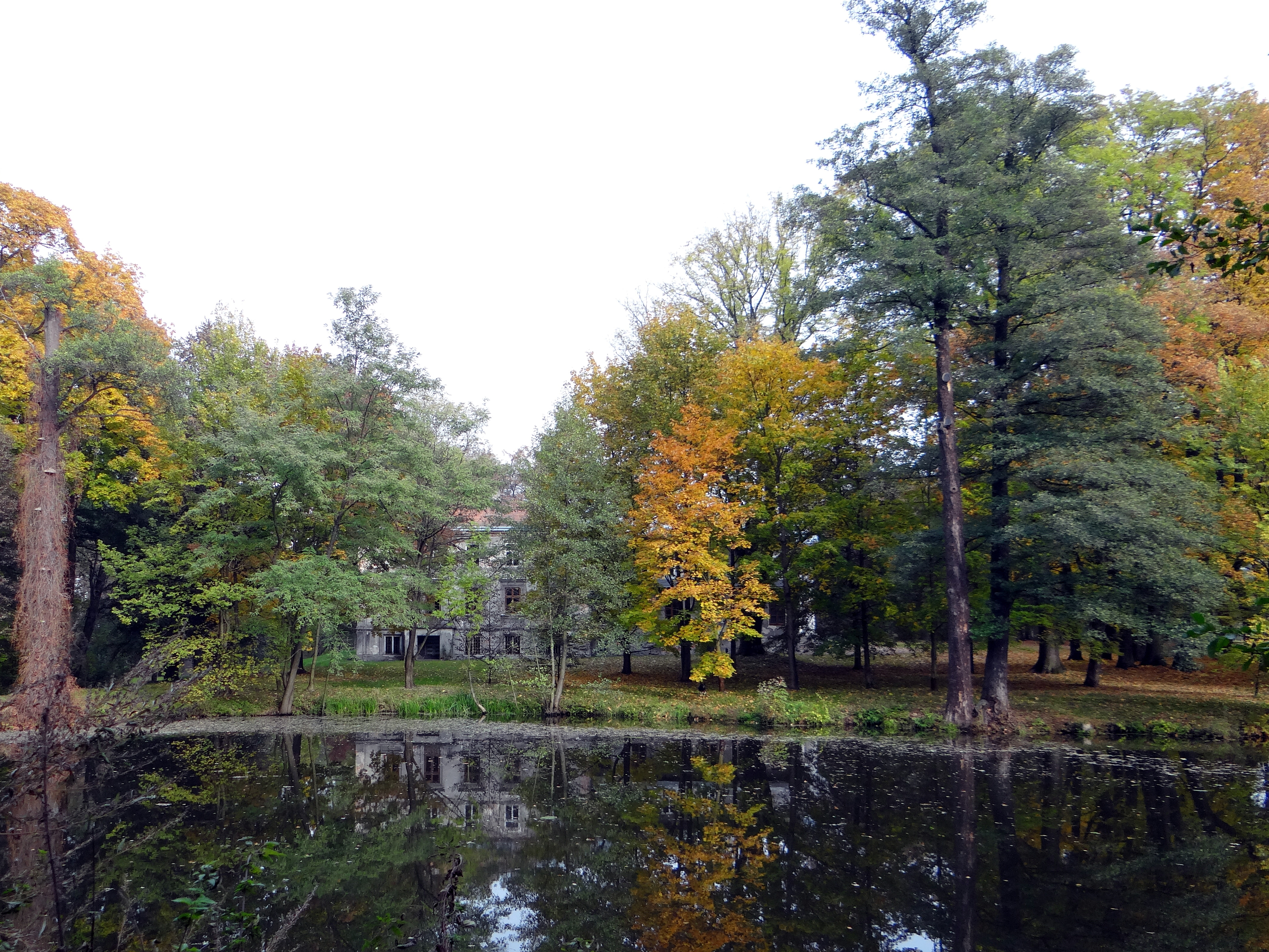
Pałac Tarnowskich, park
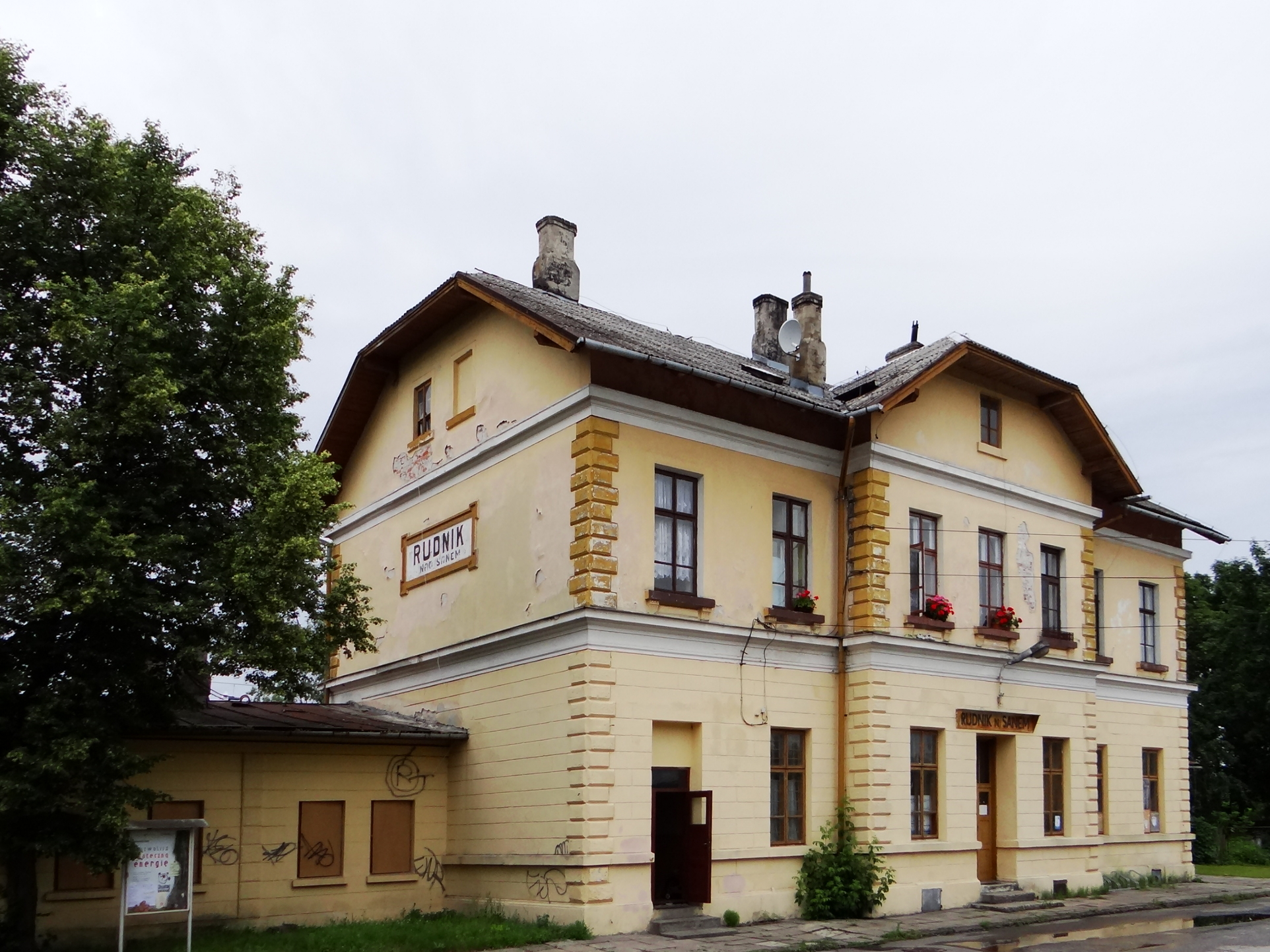
Budynek dworca kolejowego
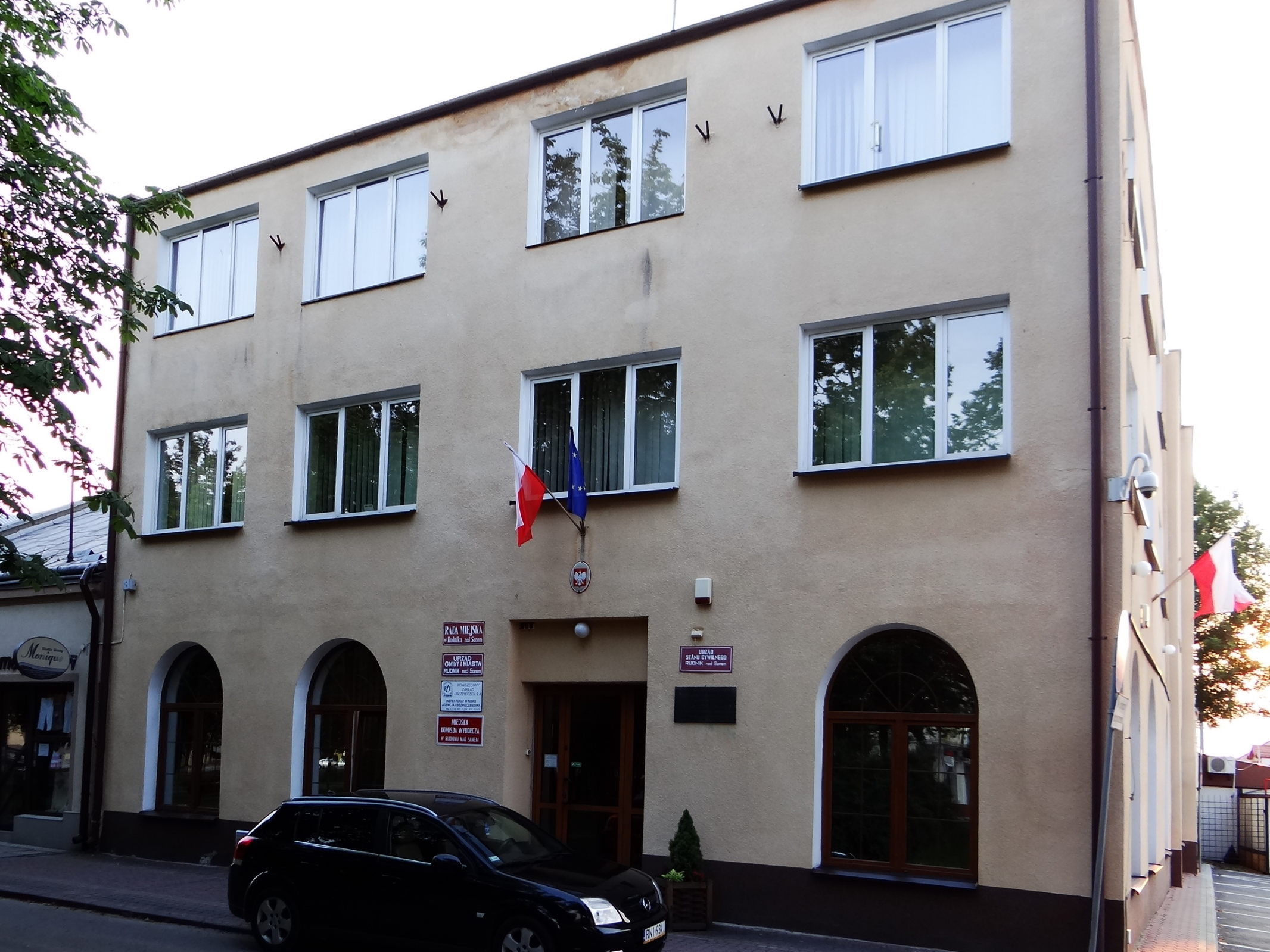
Urząd Miasta
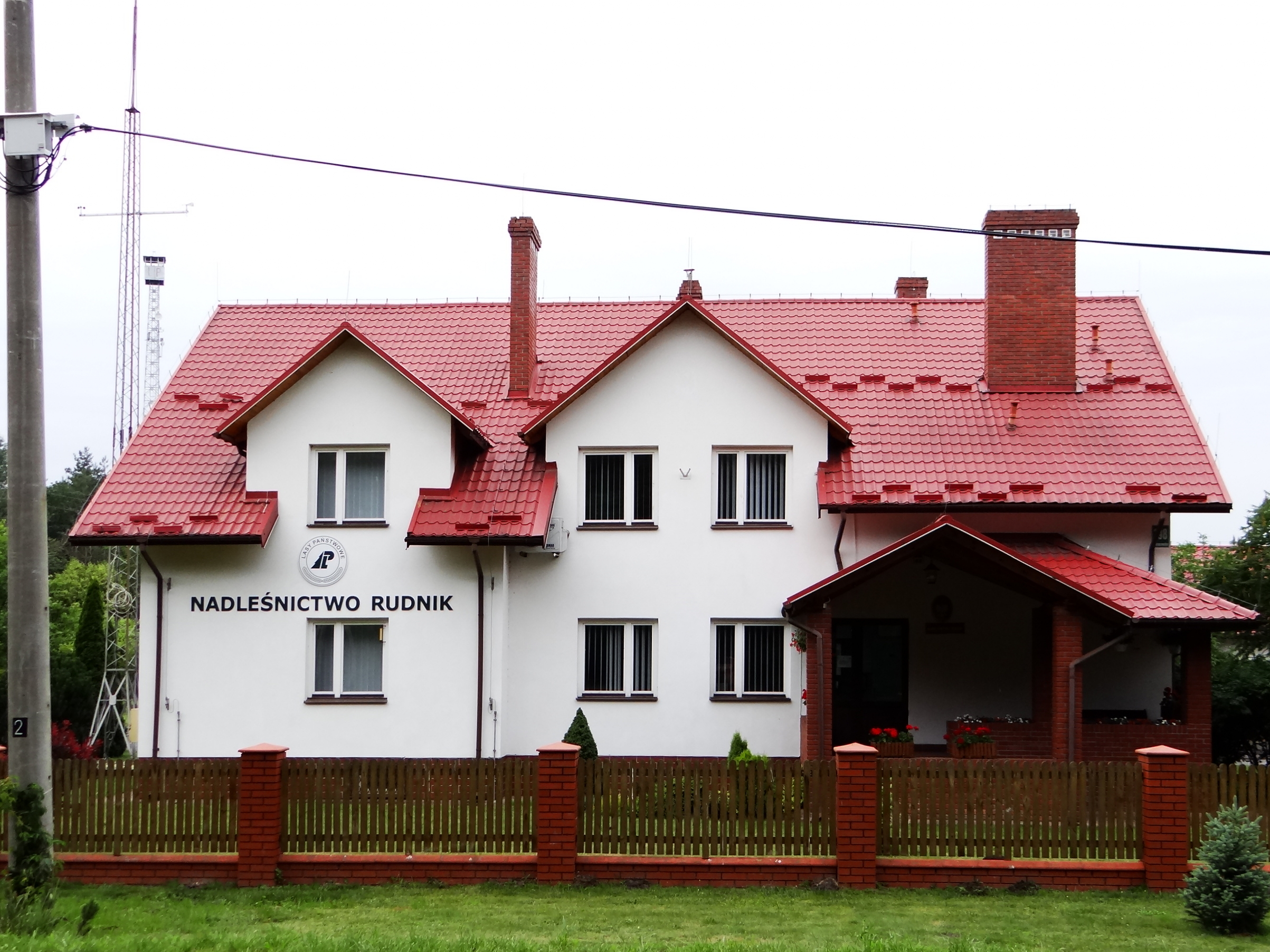
Nadleśnictwo
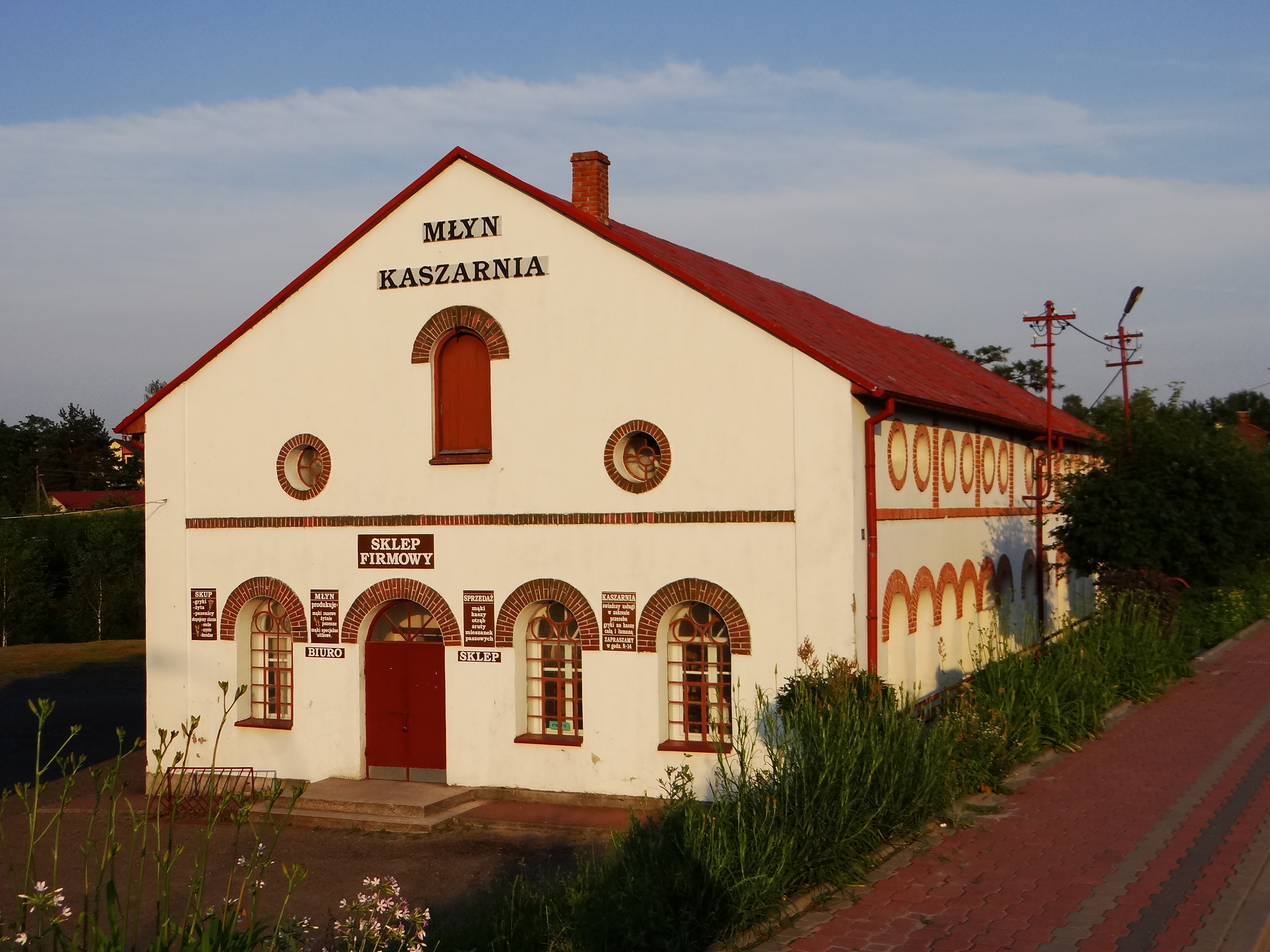
Zabytkowy młyn i elektrownia wodna
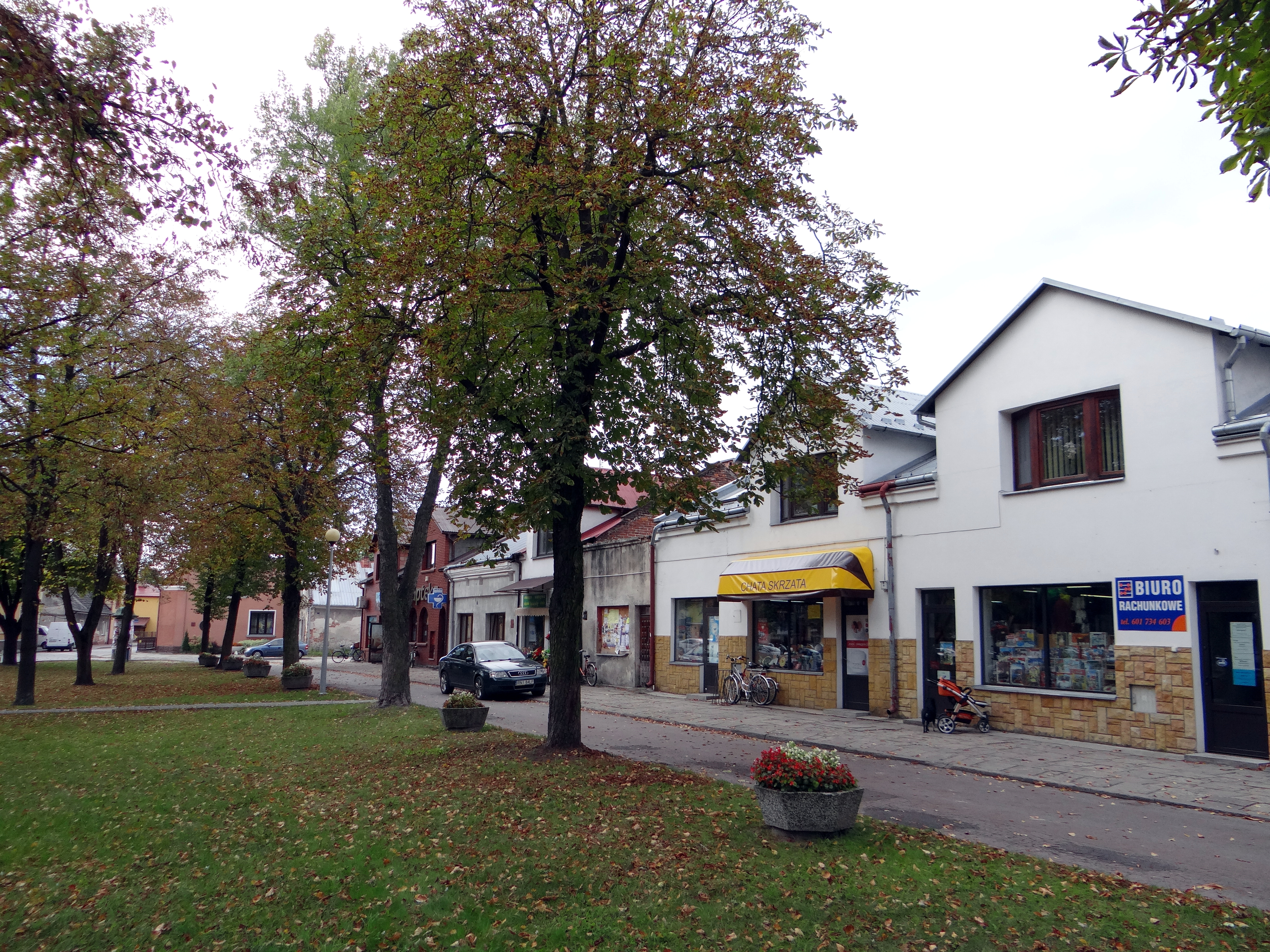
Rynek, strona zachodnia
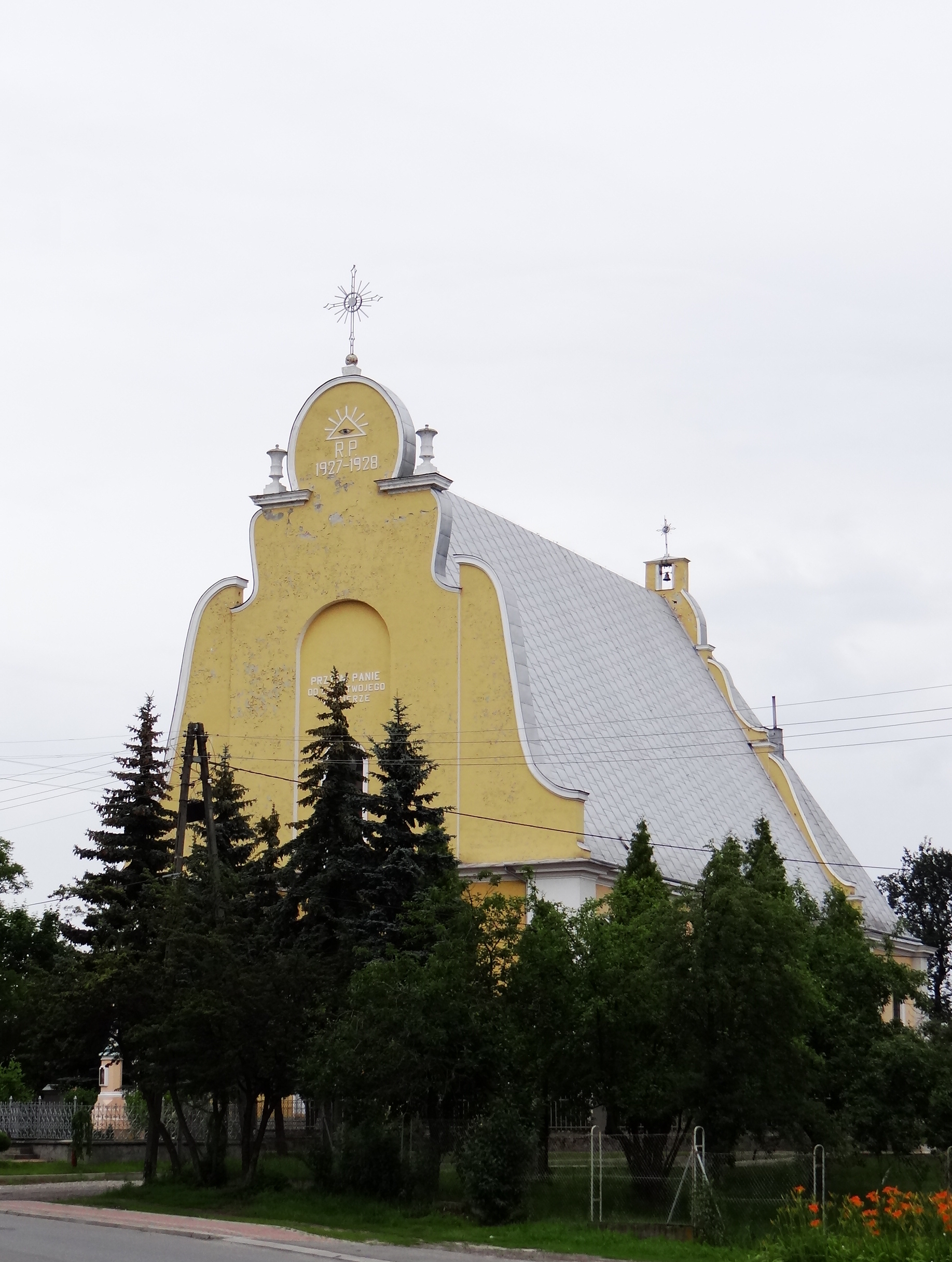
Kościół św. Trójcy
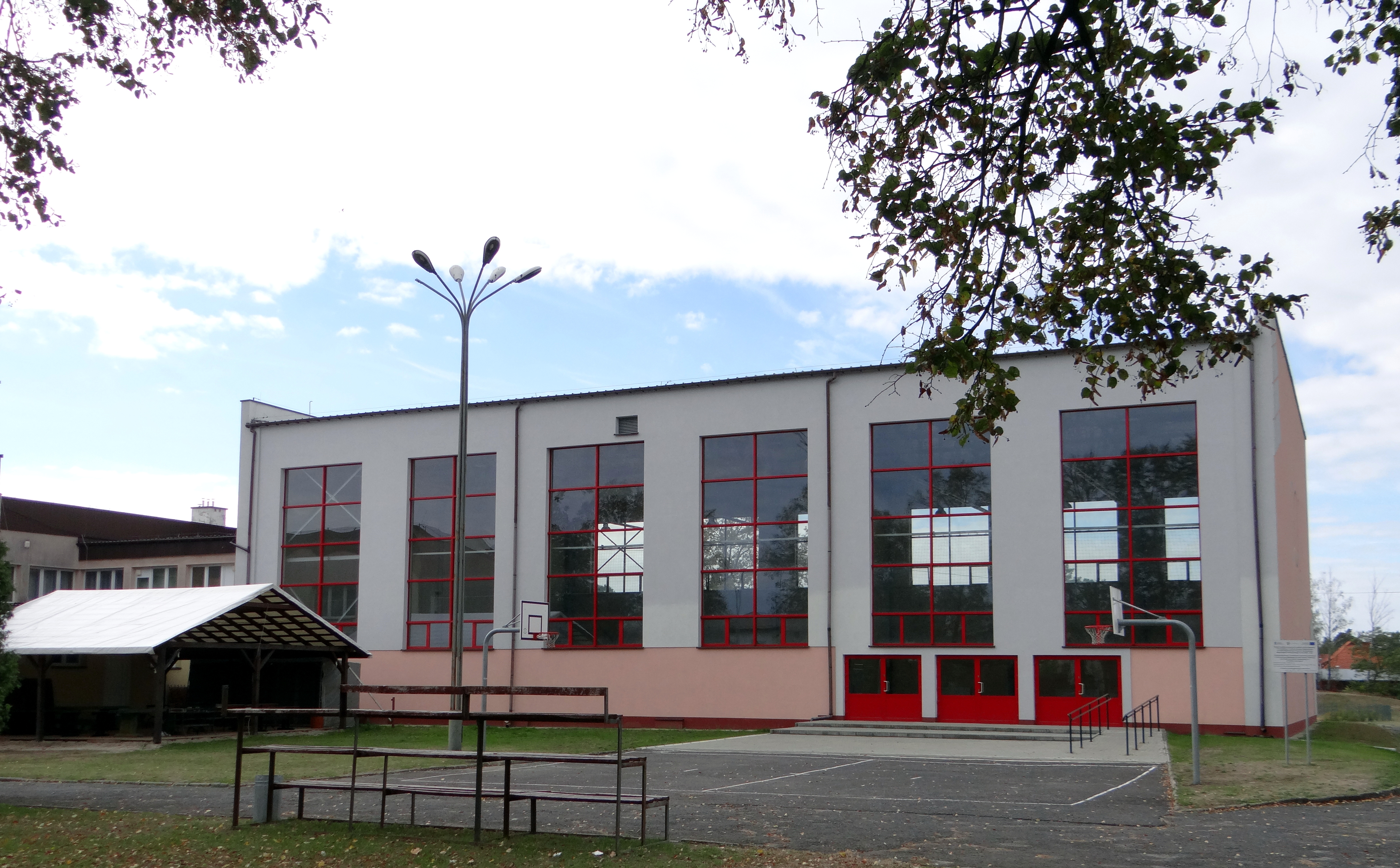
Hala sportowa MOSiR
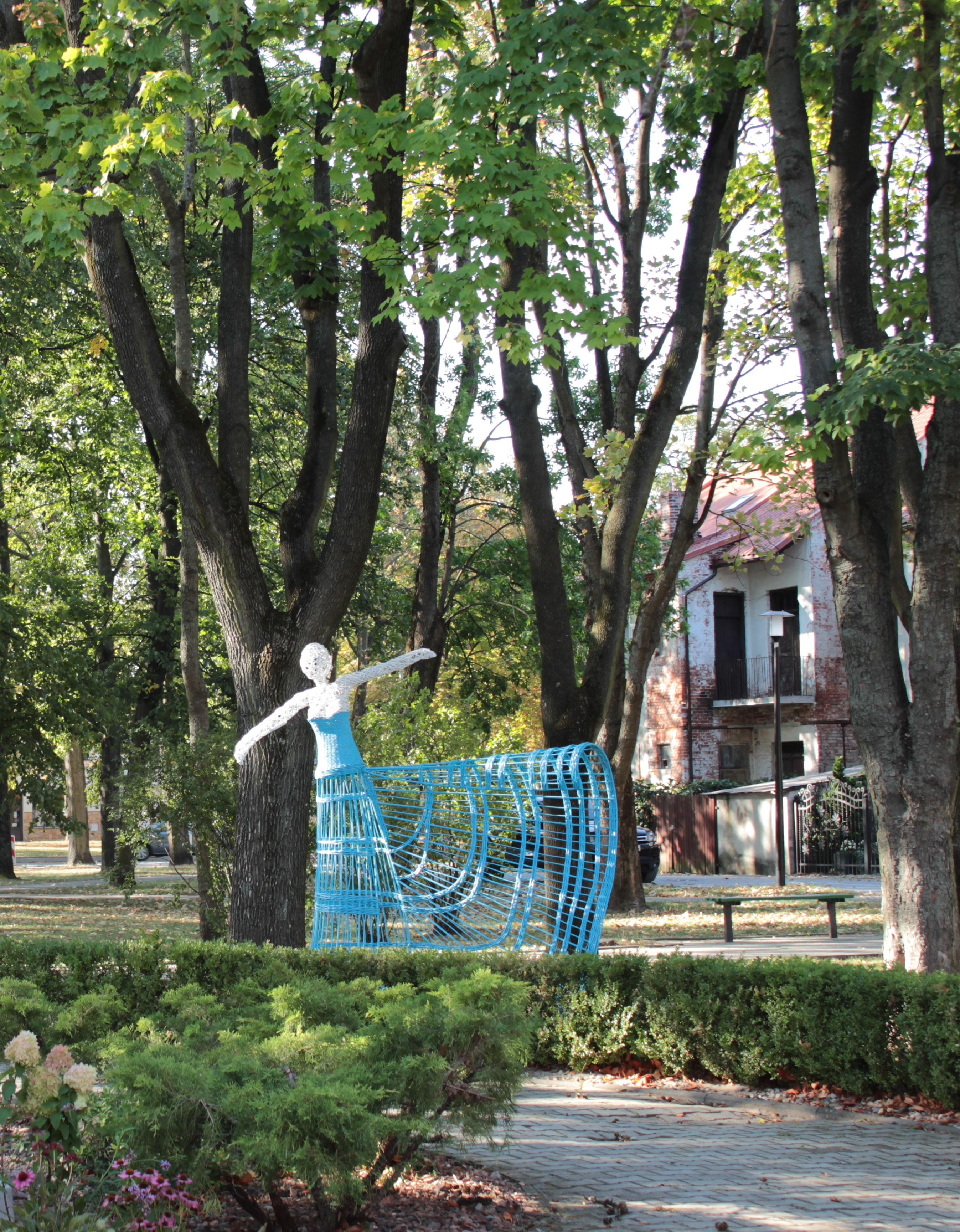
Park